# Leonardo Conti
Leonardo Conti (Lugano, 24 agosto 1900 – Norimberga, 6 ottobre 1945) è stato un medico e militare svizzero naturalizzato tedesco. Fin dall'inizio aderì al Nazionalsocialismo e divenne un uomo influente del Terzo Reich, tanto da essere nominato generale delle SS, Segretario di Stato alla Sanità presso il Ministero degli Interni e capo del programma di eugenetica nazista facente parte dell'Aktion T4.

## Biografia
Nacque in una famiglia borghese: il padre Silvio era un funzionario postale ticinese, la madre, Nanna (cognome da nubile: Pauli), era cittadina tedesca (Uelzen, 1881 - Bielefeld, † 1951). Nel 1912, dopo la separazione dei genitori, andò a vivere con la madre a Berlino, dove tre anni dopo assunse la cittadinanza tedesca e dove compì i suoi studi. Fu espulso dalla scuola quando era ancora studente liceale, dopo un'aggressione a studenti ebrei. Cambiato istituto, il suo atteggiamento non cambiò: l'antisemitismo e il nazionalismo, esacerbato dall'entrata in guerra della Germania, costituirono la base ideologica che lo accompagnò per tutta la vita.
Nell'estate del 1918 fece in tempo ad arruolarsi in un reggimento di artiglieria, ma non partecipò ai combattimenti della prima guerra mondiale. Nel 1920 partecipò al Putsch di Kapp. Nel 1923 si laureò in medicina all'Università di Berlino. Nel 1925 ottenne l'autorizzazione statale a esercitare la professione di medico. Il prevalere degli impegni politici lo costrinse ad abbandonare la sua ambizione iniziale di specializzarsi in pediatria. Simpatizzante della destra nazionalista, si affiliò alla società segreta Thule (della quale il Partito Nazionalsocialista fu l'erede ideologico), fece parte dei Freikorps Marine-Brigade Ehrhardt e, al suo scioglimento, dell'organizzazione segreta Wikingbund, emanazione dell'organizzazione Consul.
Nel 1923 si iscrisse alle SA, divenendo il primo dottore all'interno dell'organizzazione; ebbe come paziente anche Horst Wessel. Dopo aver creato la Lega dei Dottori Nazionalsocialisti nel 1927, fu eletto nel 1928 deputato alla Dieta prussiana tra le file del NSDAP. Nel 1930 fu ammesso nelle SS, di cui divenne generale grazie alla sua amicizia con Hermann Göring. Venne inoltre scelto come medico ufficiale dell'Olimpiade di Berlino del 1936.
Nel 1939 raggiunse la prestigiosa carica di Presidente della Camera dei medici tedeschi e quella di Reichsgesundheitsführer (capo della sanità del Reich) presso il Ministero degli Interni. Il suo impegno antisemita si concretizzò all'epoca con l'appoggio alla promulgazione di leggi di discriminazione contro i medici ebrei. Svolse inoltre un importante ruolo nell'Aktion T4, il programma di eutanasia promosso da Adolf Hitler per l'eliminazione dei disabili. Negli anni successivi fu uno dei maggiori sostenitori attivi dei disumani esperimenti medici sui prigionieri dei campi di concentramento, che coordinò in maniera parallela a Josef Mengele.
Durante gli anni centrali della seconda guerra mondiale gli fu affidato il compito di uccidere tramite eutanasia gli ebrei inabili ai lavori forzati. Grazie alla sua amicizia con Martin Bormann, conservò tale carica fino al 1944. Il 5 maggio del 1945 fu arrestato dall'esercito statunitense; si impiccò nella sua cella più di un mese prima dell'inizio del processo di Norimberga.

## Cinematografia
- Dr. Leonardo Conti, medico e nazista, (2009), di Michele Andreoli, per la RSI